# Jettenbach, Kusel
Jettenbach là một đô thị thuộc huyện Kusel, bang Rheinland-Pfalz, phía tây nước Đức. Đô thị Jettenbach, Kusel có diện tích 10,24 km², dân số thời điểm ngày 31 tháng 12 năm 2006 là 862 người.